# HD 214448
HD 214448 är en dubbelstjärna belägen i den mellersta delen av stjärnbilden Vattumannen. Den har en kombinerad skenbar magnitud av ca 6,23 och är mycket svagt synlig för blotta ögat där ljusföroreningar ej förekommer. Baserat på parallaxmätning inom Hipparcosuppdraget på ca 8,4 mas, beräknas den befinna sig på ett avstånd på ca 390 ljusår (ca 119 parsek) från solen. Den rör sig närmare solen med en heliocentrisk radialhastighet på ca -18 km/s.

## Egenskaper
Primärstjärnan HD 214448 A är en orange till gul jättestjärna av spektralklass K0 III. Den har en radie som är ca 7,4 solradier och har ca 46 gånger solens utstrålning av energi från dess fotosfär vid en effektiv temperatur av ca 5 600 K.
HD 214448 är en dubbelstjärna där paret kretsar kring varandra med en omloppsperiod av 147 dygn, i en bana med en excentricitet på 0,44 ± 0,37.